# Paul Nicolay
Paul Nicolay, född 1860, död 1919, var en rysk studentledare och friherre.
Nicolay tillhörde en svensk-tysk släkt som adlats i Ryssland och Finland med det finska slottet Monrepos som fideikommiss. Efter juridisk examen i Sankt Petersburg och anställning i ryska rikskansliet ägnade sig Nicolay från 1899 åt den då startade ryska kristiliga studentrörelsen, vars ledare och organisatör han blev. Även bland Finlands studenter och i kristliga världsstudentrörelsens spelade han en framträdande roll. Som kristen var Nicolay individualist, asket och mystiker, men med praktisk inriktning.